# Glaucium golestanicum
Glaucium golestanicum är en vallmoväxtart som beskrevs av A.Gran och Sharifnia. Glaucium golestanicum ingår i Hornvallmosläktet som ingår i familjen vallmoväxter. Inga underarter finns listade i Catalogue of Life.